# Bausünde

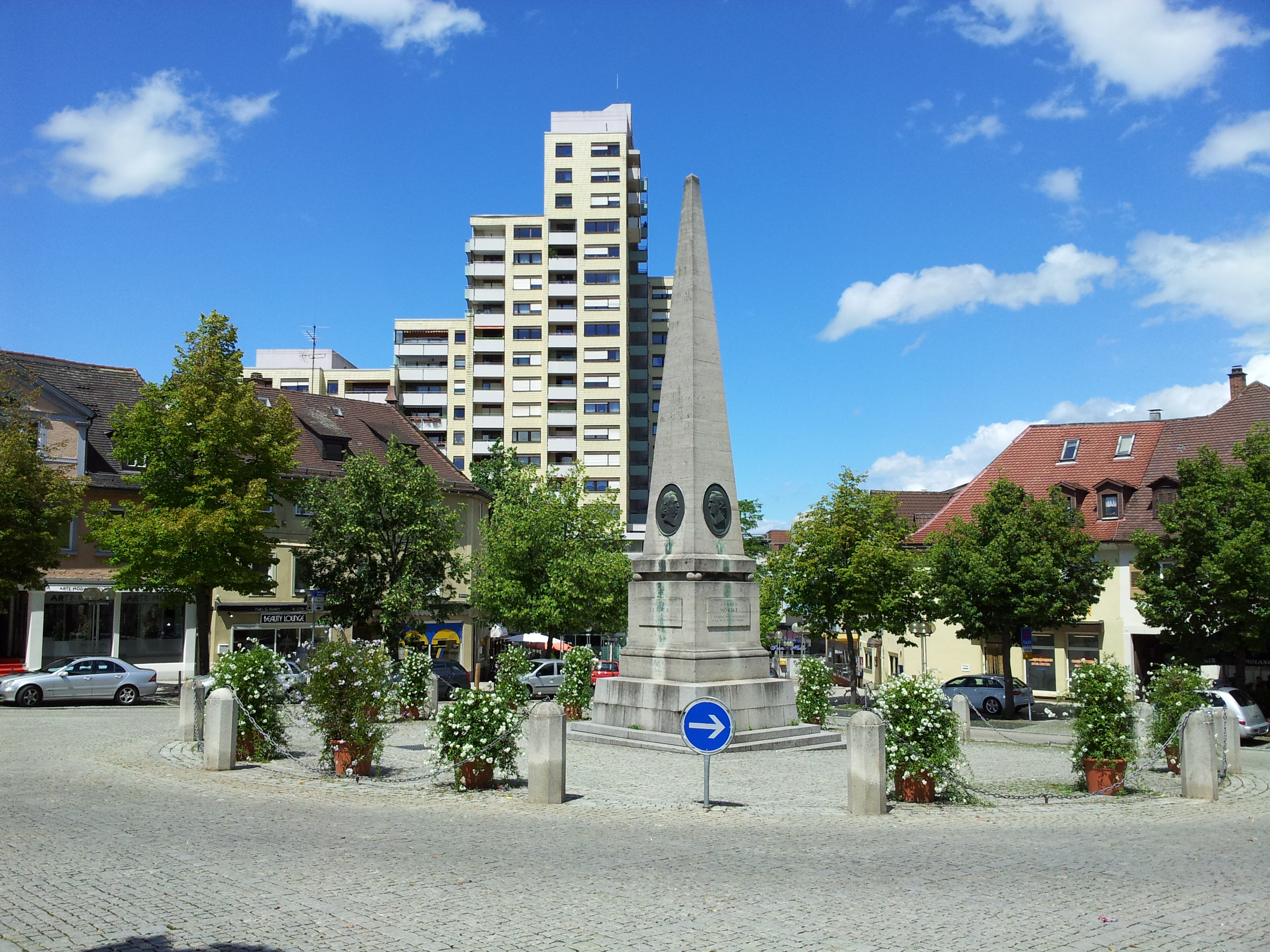
Das Marstall Center wurde in einer Sichtachse des barocken Stadtbildes von Ludwigsburg errichtet und gilt als eine Bausünde

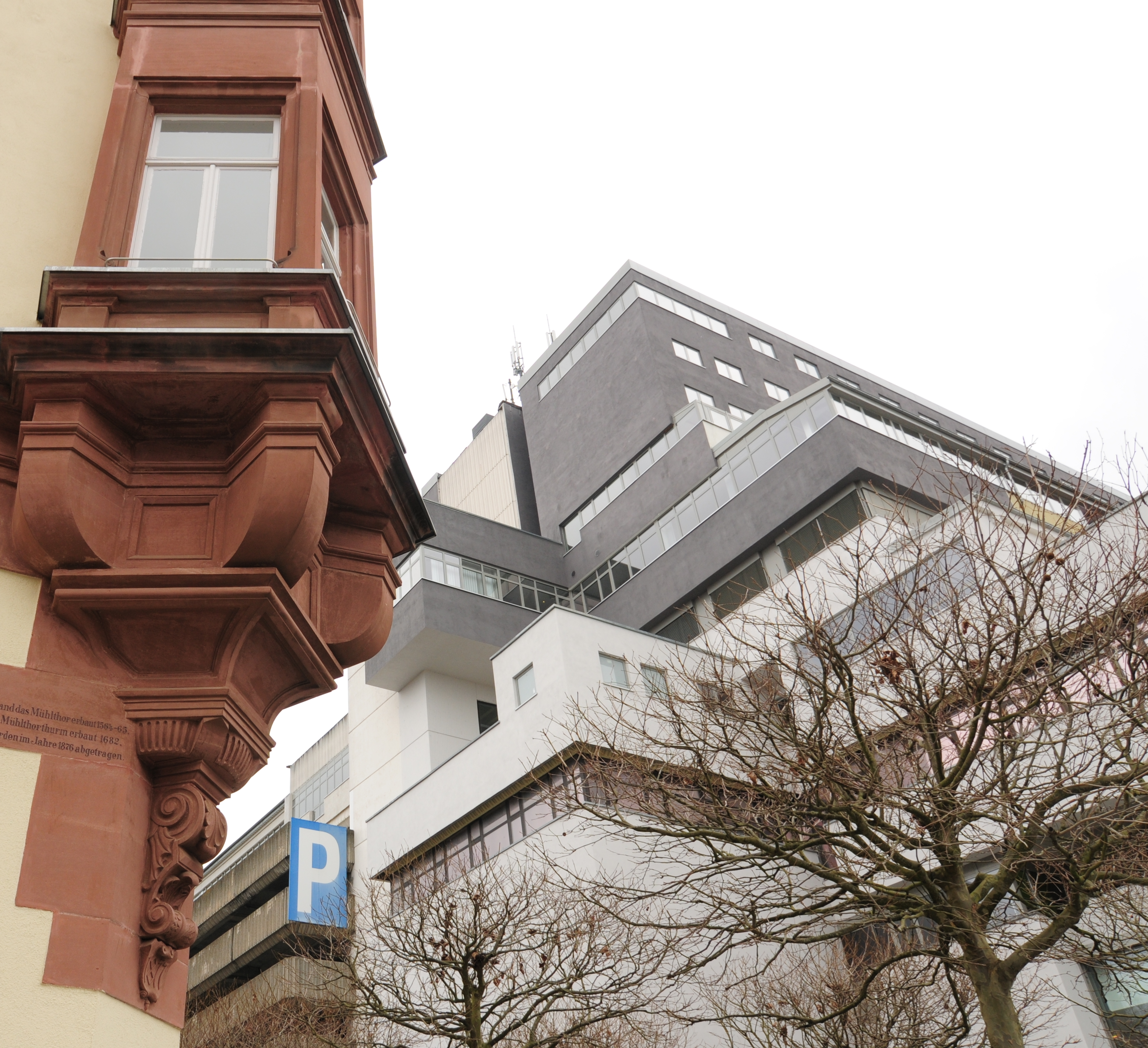
Ein Geschäftszentrum in Schweinfurt, im Volksmund Zementrum

Als Bausünde (zu Sünde, Verfehlung) beschreibt man ein als misslungen empfundenes oder eingeordnetes Bauvorhaben. Der Begriff ist ein undifferenzierter Ausdruck der Architekturkritik und der Beurteilung der städtebaulichen Einordnung eines Bauwerks oder dessen Bauausführung und wird auch als politisches Schlagwort verwendet. 
Erste Popularität erlangte er Anfang des 20. Jahrhunderts mit dem „Neuen Bauen“, das von konservativen Kritikern als „Bausünde“ im Sinn einer „Sünde am deutschen Volk“ bezeichnet wurde.

## Einordnung
Der Begriff lässt sich auf drei Themenkomplexe eingrenzen:
- ästhetische Beurteilung eines Bauwerks oder einzelner Baugruppen: Das Ergebnis missfällt (Bauten, die sich nicht in das Orts- oder Landschaftsbild einpassen; Materialien, die als billig oder hässlich wahrgenommen werden; deplatzierter Stil oder mangelnde Stilsicherheit; abnorme Dimensionen usw.)
- funktionelle Beurteilung von Planung, Bauwerk oder Bauteilen (Entwurfs- und Baufehler aller Art mit Unbrauchbarkeit, Bauschaden oder fehlender Betriebssicherheit als Folge, öffentliche und Verkehrsbauten mit mangelnder Inanspruchnahme, Bauten ohne Amortisation, Bauleichen, negative Auswirkung auf das Wohnen und Sozialleben, Widersprüche zum Wirtschaftlichkeits- oder Umweltschutzgedanken in Fragen des finanziellen Bauvolumens, der Energie und des Naturschutzes usw.)
- Zerstörung vorhandener Werte (Abriss historischer Bausubstanz, Verbauung von Freiflächen, verstellte Sicht auf repräsentative Bauten oder reizvolle Landschaftsausschnitte, Zerstörung von unverbauten Naturarealen u. a.)

## Beispiele
Als typische Bausünden betrachtet werden heute städtische Großwohnsiedlungen der 1960er und 1970er Jahre mit Tendenz zur Ghettoisierung, übermäßige touristische Erschließung im Bergraum (Hotelkomplexe) und an Küsten weltweit, Zerstörung historischer Stadtkerne und denkmalwerter Gebäude, überdimensionierte Straßenbauten, aber auch bestimmte Über- bzw. Unterführungen, besonders im städtischen Bereich.